# روشنک وردک
روشنک وردک (زاده: ۱۳۴۰، ولایت میدان وردک) سیاست‌مدار افغانستانی و نماینده مردم وردک در دوره پانزدهم مجلس نمایندگان افغانستان است.

## زندگی‌نامه
روشنک وردک متولد ۱۳۴۰ از ولایت میدان وردک افغانستان است.

## دیگر فعالیت‌ها
- فعالیت در شفاخانه‌های پیشاور، کمپ‌های مهاجرین، کویت الخیر.[۱]